# Aravaca

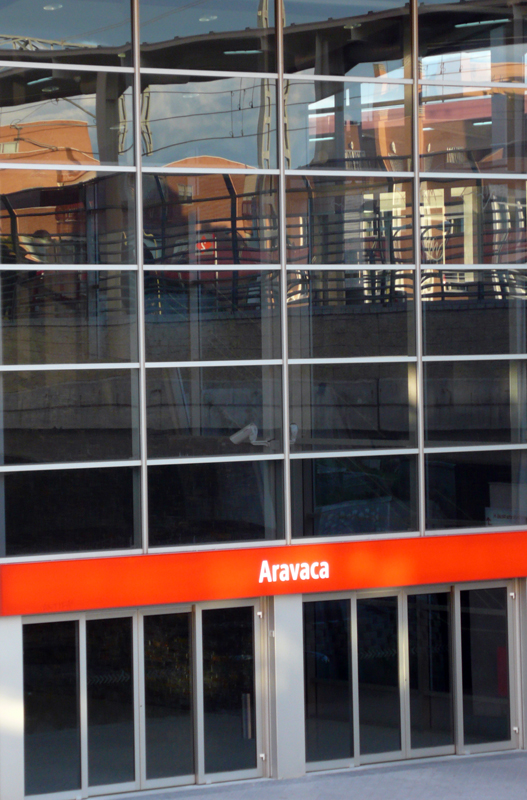
Entrada de l'estació de tren d'Aravaca.

Aravaca és un barri del municipi de Madrid, capital d'Espanya, pertanyent al districte de Moncloa-Aravaca. Limita a l'est amb la Ciutat Universitària de Madrid, al nord amb Valdemarín, al sud amb la Casa de Campo i a l'oest amb Pozuelo de Alarcón i El Plantío. Els tres barris situats al nord-oest del districte de Moncloa-Aravaca sumen 29.547 habitants (2006). Són Aravaca (23.145), Valdemarín (4.000) i El Plantío (2.469). El barri d'Aravaca està situat a nou quilòmetres de la Puerta del Sol.

## Situació geogràfica
El districte d'Aravaca forma un veritable continu urbà amb Pozuelo de Alarcón, de tal manera que l'única manera de conèixer si algú està a Madrid o a Pozuelo és mitjançant els cartells que ho indiquen en les principals vies de comunicació: Rierol de Pozuelo, Osa MaYor, Avinguda d'Europa i Carretera d'Húmera.
També cal destacar que àdhuc pertanyent a Madrid Capital, es troba totalment aïllat de la resta de la ciutat en termes viaris, ja que l'única manera d'accedir a la resta de la ciutat és utilitzant les autovies interurbanes A-6, M-500 o M-40, o la carretera M-502 travessant prèviament el municipi de Pozuelo de Alarcón per arribar a Colonia Jardín.
La zona més confusa en aquest sentit és la d'Avinguda d'Europa i Valdecahonde. L'Avinguda d'Europa que inicialment és una avinguda urbana de Pozuelo de Alarcón, s'endinsa en el terme municipal de Madrid una mica més al sud de l'estació d'Aravaca. Aquesta zona pertanyent a Madrid es troba totalment aïllada de la resta de la ciutat, l'única comunicació amb la resta del districte és a través del carrer Cerro de Valdecahonde, un minúscul carrer amb un pendent bastant acusat i que comunica l'avinguda d'Europa amb l'avinguda del Talgo. Malgrat formar part de Madrid i de mostrar-se com a zona tarifària A de transports en tot el tram que s'endinsa a Madrid, la veritat és que els transports que disposa són les línies 657, 657A, 658 que requereixen abonament B1 i disposa de dues línies de l'EMT de Madrid a més de l'estació de rodalia d'Aravaca

## Història
En 1222 el rei Alfons VIII de Castella va atorgar un fur a la vila de Madrid, que havia estat conquistada dos segles abans, atorgant-li la jurisdicció de tres sexmes o departaments rurals: els d'Aravaca, Villaverde i Vallecas. El d'Aravaca comprenia Aravaca, Las Rozas, Majadahonda, Boadilla del Monte, Alcorcón, Leganés, i els Carabancheles Suso i Yuso (Alt i Baix) a excepció del castell i terra circumdant pertanyent a l'Orde de Santiago des de 1206.
Fins al segle XX Aravaca va ser un caseriu als afores de Madrid situat sobre una lloma en la ribera dreta del riu Manzanares en el curs del rierol Pozuelo. Donada la seva ubicació entre vedats de caça reals com el Monte de El Pardo i la Casa de Campo, l'escassa població d'Aravaca es dedicava a l'agricultura i la ramaderia.
Durant la Guerra Civil Espanyola va ser front de guerra i encara és freqüent trobar en algun dels seus paratges records de la contesa. Així mateix, existeix un apartat en el cementiri, conegut com a cementiri dels "Màrtirs d'Aravaca" en el qual es commemora l'execució, entre d'altres, de Ramiro de Maeztu i Ramiro Ledesma Ramos, figures i succés que haurien de ser àmpliament recordats, i elevats pel règim posterior. L'estat en el que va quedar el nucli antic després de la guerra va ser tal que la Direcció general de Regions Devastades va haver de reconstruir-lo. D'aquesta època es conserva l'església parroquial, consagrada a la Mare de Déu del Buen Camino, i algunes cases del carrer Bajo de la Iglesia, edificades en estil castellà. La normativa municipal va permetre que algunes d'aquestes edificacions poguessin ser demolides i substituïdes per altres noves.
Fins al 20 d'octubre de 1951 va ser municipi independent, si bé comptava amb un escàs nombre d'habitants. Des de la seva incorporació a la capital es va convertir en una zona residencial de classe mitjana-alta amb un urbanisme horitzontal caracteritzat per urbanitzacions tancades de xalets.
A partir de finals dels anys vuitanta, diverses actuacions urbanístiques van augmentar considerablement la seva població. El barri es va estendre cap al sud i l'oest fins a unir-se físicament amb el casc de Pozuelo de Alarcón. En l'eixample es va seguir el patró urbanístic de la resta del barri però amb carrers i avingudes més amples.
En la dècada dels 90 l'Ajuntament de Madrid va construir un Centre de Gent Gran a la Plaça més cèntrica (Plaça de l'Aurora Boreal) i va rehabilitar l'antiga escola infantil (en el carrer Zarza) que havia quedat inutilitzada per la construcció del nou col·legi públic (al Carrer Estudio) per albergar-hi un Centre de Salut, una Oficina Municipal d'Atenció al Ciutadà i el Centre Cultural d'Aravaca.

## Situació actual
En els primers anys del segle xxi, Aravaca s'ha convertit en una de les zones més cares en matèria d'habitatge del municipi de Madrid. Quant a renda per capita, experimenta els nivells més alts de tot el municipi de Madrid. La ràtio d'automòbils per habitant és molt elevat, la qual cosa genera un ús del vehicle privat en totes les maneres de transport que és causant de bona part de la congestió de les vies de la zona. Aquest tipus de planejament ha creat zones amb manca de serveis (col·legis, atenció mèdica) i ha provocat una augment extraordinari de l'ús del vehicle privat a la zona, malgrat les actuacions que en matèria de transport públic s'han realitzat.
En el 2000, l'Ajuntament de Madrid va iniciar una sèrie de rehabilitacions urbanes que van afectar diversos carrers i places del Nucli Antic, duent-se a terme la remodelació la Plaça del Marqués de Camarines, l'Avinguda de Galàxia i els Carrers de Pérez de la Victòria i Plaça de l'Aurora Boreal. Les places de l'Olivo i de Nuestra Señora del Buen Camino van ser rehabilitades per la Regidoria d'Habitatge i Rehabilitació Urbana que va comptar amb fons de Caja de Madrid.
L'Ajuntament va construir un poliesportiu que es va inaugurar el 26 de març de 2003 -sent Alcalde de Madrid José María Álvarez del Manzano y López del Hierro i Regidora del Districte de Moncloa*Aravaca María Dolores Navarro Ruiz- dedicat a Alfredo Goyeneche, antic president del Comitè Olímpic Espanyol (COE) i mort en accident de trànsit el 16 de març de 2002.
El 25 de juny de 2004, l'Alcalde de Madrid, Alberto Ruiz-Gallardón Jiménez acompanyat del Regidor del Districte Manuel Troitiño va inaugurar l'Escola Infantil "Las Viñas" que es va construir per l'Ajuntament al costat del Col·legi Públic "Aravaca" del carrer Estudio.
En 2005, RENFE va inaugurar una nova estació de Rodalies que va substituir l'antic baixador.
L'11 de setembre del mateix any, amb motiu de la celebració de les Festes de Nuestra Señora del Buen Camino, Aravaca va oferir en el Camp de Futbol Municipal de Nuestra Señora del Buen Camino un concert del cantant uruguaià, Jorge Drexler guanyador de l'Oscar a la millor banda sonora original que va lliurar l'Acadèmia de Hollywood.
En resultar insuficient el petit centre de salut situat a l'antiga escola infantil del carrer Zarza, l'Ajuntament va cedir a la Comunitat de Madrid un terreny municipal situat al carrer Riaza en el que es va construir un nou Centre de Salut que el gener de 2006 va inaugurar la Presidenta de la Comunitat de Madrid, Esperanza Aguirre.
El juny de 2006, l'Ajuntament de Madrid iniciava les obres d'un ambiciós pla de "Rehabilitació urbana" en el Nucli Antic d'Aravaca que per revitalitzar-lo ha inclòs la renovació total de calçada, voreres, mobiliari urbà i enllumenat públic en el tram de l'Avinguda de la Osa Mayor que va des de la Plaça de María Reina fins a la Plaça de Nuestra Señora del Buen COnsejo i els vials Baja de la Iglesia, Carrer Olivo, Carrer Tejadillos, Carrer Paca Diaz, Carrer Aldebarán, Carrer Valdivieso, Plaza del Royo, entre d'altres. Juntament amb la rentada de cara que suposa la renovació de calçada i voreres de l'Ajuntament el Canal d'Isabel II ha aprofitat per dur a terme una important actuació de renovació de la xarxa d'aigua i sanejament que discorre pels carrers afectats. En conjunt, les dues operacions han comptat amb un pressupost que supera els quatre milions d'euros. Encara que el resultat és estèticament atractiu, la realitat és que la calçada s'ha estret fins a amb prou feines deixar passar un autobús. Tan sols n'hi ha prou amb un cotxe aparcat que sobresurti una mica en l'hora punta per bloquejar el trànsit d'autobusos i de camions d'escombraries i repartiment. El consegüent embús ha fet que alguns estudiants universitaris hagin arribat tard als seus exàmens en la propera Ciutat Universitària.
A les festes de setembre de 2006 actuava el músic gallec Carlos Nuñez.
El Regidor-President del Districte de Moncloa-Aravaca, al qual pertany aquest barri del municipi de Madrid, és Álvaro Ballarín Valcárcel, que va sortir escollit com a Regidor de l'Ajuntament de Madrid en formar part, amb el número 34, de la llista del Partit Popular, la més votada, amb la qual es presentava Alberto Ruiz-Gallardón a l'Alcaldia de Madrid en les eleccions municipals del 27 de maig de 2007.
A principis de l'any 2010 es configura la Plataforma per la Defensa dels Serveis Públics d'Aravaca integrada pel Col·lectiu 1984, Associació de Veïns Os Mayor i A.C.R.O.L.A. comptant amb gran suport veïnal, amb la pretensió d'aconseguir la independència d'Aravaca com a districte (separant-se de Moncloa), donades les evidents manques que diferencien al barri, sobretot en matèria de serveis públics, de la resta del municipi de Madrid.

## Comunicacions
Aravaca està molt ben comunicada amb el centre de Madrid mitjançant una autopista (l'A-6 Madrid-La Corunya) i una autovia, la M-500, també coneguda com a Carretera de Castilla, que enllaça la Ciutat Universitària amb l'A-6 travessant la Casa de Campo i el Club de Campo de Madrid.
A causa d'estar comunicada amb la resta de Madrid per mitjà d'autopistes i tren exclusivament, no és possible arribar amb bicicleta al casc de Madrid o a la Ciutat Universitària, excepte a través de la Casa de Campo.

### Rodalies Madrid
Dins del barri hi ha una sola estació, pertanyent a les línies C-7 i C-10 de la xarxa. Durant molts anys va ser l'única estació de Madrid capital (llavors baixador) que no pertanyia a la zona A. Inaugurada l'estació El Barrial en 1994, que limita amb Aravaca, es va fer pensant únicament en el Centre Comercial adjacent i fins a 2012 no va tenir accés construït des d'Aravaca, com a zona B1.

### Metro Ligero
Només una línia dona servei al barri des del 27 de juliol de 2007, la línia ML-2, amb les estacions de Berna i Estació d'Aravaca.